# Absolute Beginners (The Jam)
Absolute Beginners is een lied van de Britse band The Jam. Het werd op 16 oktober 1981 uitgegeven door Polydor als non-album-single en werd in eigen land een top 5-hit.

## Achtergrond
The Jam maakte oorspronkelijk rockmuziek en werd tot de punkgolf gerekend; dankzij de New Romantics, die in 1981 de Britse top 40 domineerden, kwam zanger/gitarist Paul Weller weer in aanraking met de soulplaten uit zijn jeugd en kreeg hij de broodnodige inspiratie. Voor Absolute Beginners deden Paul Weller, bassist/zanger Bruce Foxton en drummer Rick Buckler een beroep op trompettist Steve Nichol (de latere oprichter van Loose Ends) en saxofonist Keith Thomas; zij speelden ook mee op het album The Gift en waren aanwezig bij veel concerten in de laatste veertien maanden die The Jam nog in zich had. Feitelijk bereidde Weller zich voor op The Style Council waarmee hij de rest van de jaren 80 actief was.

## Oorsprong titel
Absolute Beginners is vernoemd naar een boek van de Britse schrijver/journalist Colin MacInnes; Weller las het pas na de opname van de single en vertelde in 2007 in het BBC-radioprogramma Desert Island Discs dat hij het boek zou meenemen naar het onbewoonde eiland als luxe-artikel. 
In 1986 verscheen de filmversie van Absolute Beginners; Weller maakte zijn hattrick compleet door met de Style Council Have You Ever Had It Blue? (hun laatste grote hit) bij te dragen aan de soundtrack.

## B-kant
De B-kant van Absolute Beginners is Tales from the Riverbank, vernoemd naar een Brits-Canadese kinderserie uit de jaren 70 met echte dieren in de hoofdrol. Volgens Polydor had Riverbank de A-kant moeten zijn, maar werd dat onmogelijk gemaakt door de drugsgerelateerde tekst. Midden jaren 90 nam Weller een kindvriendelijke versie op voor de vervolgserie. In 2017 nam skamuzikant Lynval Golding (The Specials) met Contra Coup een coverversie op voor het tributealbum Gifted. 